# Viaggio alle Isole Occidentali della Scozia
Viaggio alle Isole Occidentali della Scozia (1775) è un diario di viaggio tenuto da Samuel Johnson durante gli 83 giorni passati attraverso la Scozia, con particolare attenzione alle isole Ebridi, dalla fine estate all'inizio autunno del 1773. Il sessantatreenne Johnson fu accompagnato dall'amico trentaduenne James Boswell, che a sua volta tenne un diario del viaggio, pubblicato nel 1785 con il titolo Diario di un viaggio alle Ebridi. Le due narrazioni vengono spesso pubblicate in un singolo volume che presenta il vantaggio di poter paragonare due punti di vista degli stessi eventi, pur se molto diversi come approccio, con Johnson focalizzato sulla Scozia e Boswell attento ai modi e alle parole di Johnson (a Boswell si deve la famosa biografia di Johnson).

## Scozia
Nel 1773 la Scozia era ancora un luogo abbastanza selvaggio. Corsari al servizio di signorotti locali e navi barbaresche facevano scorrerie lungo le coste (solo nel 1774 furono segnalate ben sette di queste navi); la distruzione delle foreste scozzesi procedeva senza sosta; il sistema dei clan era stato smantellato da una legge del Parlamento inglese; lo Scotch whisky veniva distillato illegalmente e in abbondanza (Johnson notò l'usanza dello skalk, consistente nel bere whisky prima di colazione). Johnson e Boswell rimasero stupefatti quando andarono a far visita a Lord Monboddo nella sua magione e lo videro in una tenuta primitiva da agricoltore, di certo una immagine ben diversa da quella di giudice della suprema corte di Scozia, filosofo e studioso di scienze naturali.
Ma nel 1773 parte della Scozia si poteva definire un luogo romantico grazie al fenomeno delle Highland Clearances - infatti le Highland furono oggetto di trasferimenti forzati della popolazione e restarono praticamente prive di commercio, strade ed altre comodità della vita moderna. Johnson notò che in alcune isole della zona non si era ancora soliti usare denaro. In effetti senza danaro o strade alcune zone della Scozia erano più simili all'epoca dell'VIII secolo che del 18°. Una volta Johnson raggiunse le Highlands, un po' ad ovest di  Loch Ness, dove vi erano pochissime strade, nessuna del tutto sull'isola di Skye, e per questo fu costretto ad andare a cavallo, di solito lungo il crinale di una collina con una guida locale che conosceva il terreno e il percorso migliore per la stagione. "I viaggi fatti in questo modo sono piuttosto noiosi e lunghi. Per poche miglia ci volevano diverse ore." Johnson deplorò lo spopolamento delle Highlands; egli scrisse: "Bisognerebbe cercare con grande impegno un metodo per fermare questo diffondersi di valle in valle del contagioso desiderio di andar via." 
Johnson venne in Scozia per vederne l'aspetto primitivo e selvaggio, ma la Scozia del 1773 stava già cambiando rapidamente, per questo temeva di essere arrivato "troppo tardi". Tuttavia, Johnson e Boswell riuscirono a vedere alcune delle cose che erano venuti a cercare, come un signore che indossava il tradizionale kilt scozzese e suonava la cornamusa - ma niente dello spirito marziale per cui la Scozia era così famosa, fatta eccezione per le reliquie e le tradizioni. Johnson annotò e commentò molti aspetti della vita scozzese, tra cui la felicità e la salute delle persone, le antichità, l'economia, i frutteti e i boschi, il whisky, l'abbigliamento, l'architettura, la religione, il linguaggio e l'istruzione.
Johnson aveva trascorso gran parte della sua vita a Londra, e per la prima volta nel 1771 fece un lungo viaggio.
In Inghilterra vi era grande interesse per la Scozia, infatti Johnson non fu il primo a scriverne al riguardo; in particolare è da ricordare A Tour in Scotland di Thomas Pennant scritto nel 1769 e pubblicato nel 1771, che era più dettagliato e più ampio del resoconto di Johnson. Pennant stabilì un nuovo standard nella narrativa di viaggi: Johnson definì Pennant come "il migliore degli scrittori di viaggi che abbia mai letto; egli sa osservare molte più cose di chiunque altro."

## Edizioni
Sono disponibili molte edizioni in commercio e no, su internet, rilegate ed in brossura. Di seguito sono elencate alcune edizioni di notevole interesse.
- Pat Rogers, ed. (1993). Johnson and Boswell in Scotland. Yale University Press. ISBN 978-0-300-05210-7
- A Journey to the Western Islands of Scotland, prima edizione online.
- A Journey to the Western Islands of Scotland, libro scansionato, edizione del 1791. Internet Archive

- A Journey to the Western Islands of Scotland, in Progetto Gutenberg..

- Donald MacNicol. Remarks on Dr. Samuel Johnson's Journey to the Hebrides; in which are contained observations on the antiquities, language, genius, and manners of the Highlanders of Scotland. London: Printed for T. Cadell, 1779. Su Internet Archive.